# Mercedes-Benz OM628 e 629
Le sigle OM628 ed OM629 identificano due motori Diesel strettamente imparentati tra loro e prodotti complessivamente dal 2000 al 2011 dalla Casa tedesca Mercedes-Benz.

## Profilo e caratteristiche

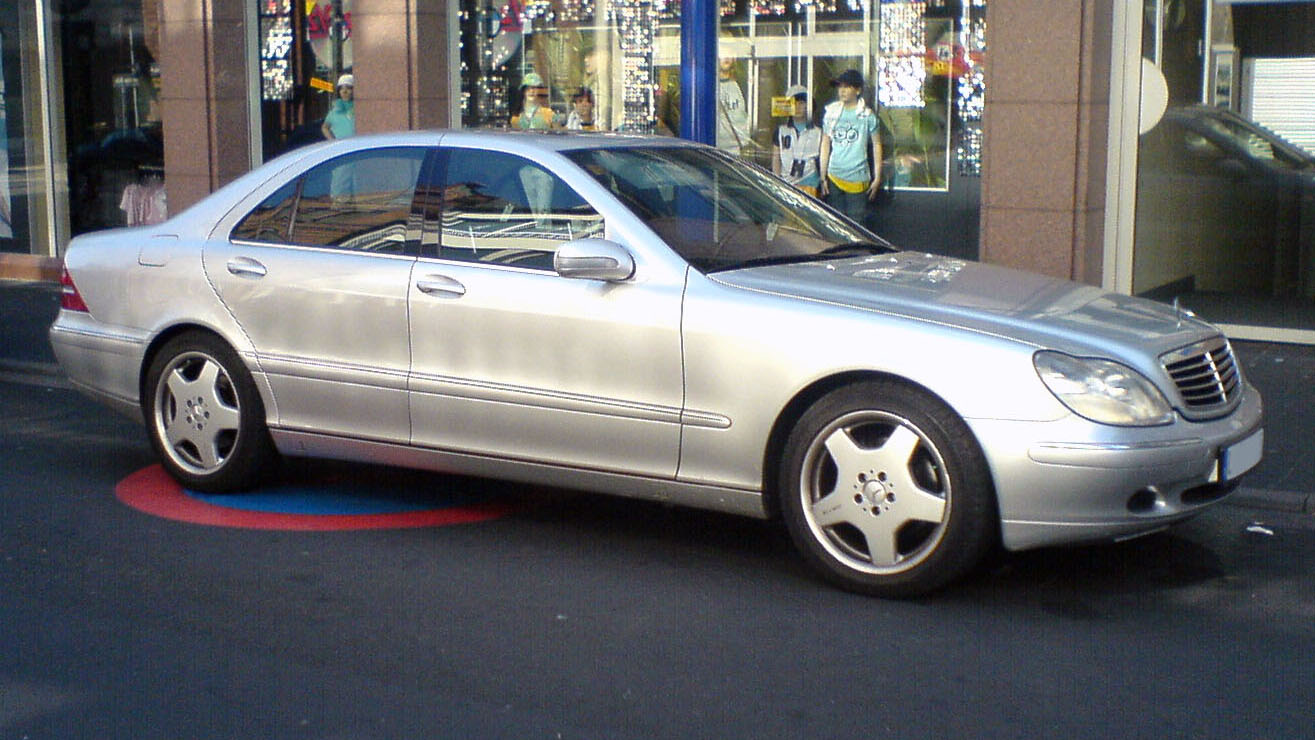
I motori OM628 hanno esordito sulla Classe S W220

Si tratta di due motori quadri (alesaggio e corsa: 86x86 mm) prodotti l'uno di seguito all'altro. Per primo è stato introdotto il motore OM628, che dalla metà del 2005 è stato sostituito dall'unità OM629, evoluzione diretta della prima. Sono due grossi motori diesel V8 da 4 litri, per la precisione 3996 cm³. Lo scopo commerciale di questi motori è quello di contrastare l'egemonia dei motori V8 turbodiesel prodotti da Audi e dalla BMW. Sono motori destinati quindi a modelli di fascia alta e di lusso, che impiegano particolari tecnologie di fusione.
La struttura principale prevede monoblocco e testate in lega di alluminio, ottenuti mediante procedimento con colata in sabbia. I cilindri hanno canne riportate in ghisa, ottenute mediante colata centrifuga.
I motori OM628 ed OM629 hanno due assi a camme in testa per bancata, con testate a 4 valvole per cilindro e punterie idrauliche con regolazione automatica del gioco valvole. Il basamento, invece, contiene un albero a gomiti su 5 supporti di banco resi particolarmente resistenti perché realizzati in ghisa duttile. Sempre nel basamento è alloggiato tra le due bancate, poste a 75°, un contralbero rotante di equilibratura.
Tali motori sono alimentati mediante tecnologia common rail con pre-iniezione pilota effettuata pochi millesimi di secondo prima dell'iniezione vera e propria, allo scopo di pre-riscaldare la camera di scoppio ed ottenere così una migliore combustione finale. Sono motori sovralimentati mediante due turbocompressori a geometria variabile, che agiscono ognuno su ogni bancata e sono corredati da un intercooler ciascuno.
Il motore OM629 differisce dal motore OM628 per pochi particolari (pressioni di alimentazione e di sovralimentazione più alte), ma che ne riescono ad aumentare le prestazioni.

### Caratteristiche ed applicazioni
Per ognuno dei due motori sono esistite più di una variante, le cui caratteristiche ed applicazioni sono riportate di seguito.
| Versione     | Rapporto di compressione | Potenza CV/rpm | Coppia /Nm/rpm | Applicazioni                 | Anni di produzione |              |              |              |
| OM628 DE40LA | OM628 DE40LA             | OM628 DE40LA   | OM628 DE40LA   | OM628 DE40LA                 | OM628 DE40LA       | OM628 DE40LA | OM628 DE40LA | OM628 DE40LA |
| ------------ | ------------------------ | -------------- | -------------- | ---------------------------- | ------------------ | ------------ | ------------ | ------------ |
| 1.           | 18.5                     | 250/4000       | 560/ 1700-2600 | Mercedes-Benz S400 CDI W220  | 2000-05            |              |              |              |
| 1.           | 18.5                     | 250/4000       | 560/ 1700-2600 | Mercedes-Benz ML400 CDI W163 | 2001-05            |              |              |              |
| 1.           | 18.5                     | 250/4000       | 560/ 1700-2600 | Mercedes-Benz G400 CDI W463  | 2001-05            |              |              |              |
| 2.           | 18.5                     | 260/4000       | 560/ 1700-2600 | Mercedes-Benz E400 CDI W211  | 2003-06            |              |              |              |
| OM629 DE40LA |                          |                |                |                              |                    |              |              |              |
| 1.           | 17                       | 306/3600       | 700/ 2000-2600 | Mercedes-Benz ML420 CDI W164 | 2007-09            |              |              |              |
| 1.           | 17                       | 306/3600       | 700/ 2000-2600 | Mercedes-Benz ML450 CDI W164 | 2009-11            |              |              |              |
| 2.           | 17                       | 306/3600       | 700/ 2200-2600 | Mercedes-Benz GL420 X164     | 2006-09            |              |              |              |
| 2.           | 17                       | 306/3600       | 700/ 2200-2600 | Mercedes-Benz GL450 CDI X164 | 2009-10            |              |              |              |
| 3.           | 17                       | 314/3600       | 730/2200       | Mercedes-Benz E420 CDI W211  | 2006-09            |              |              |              |
| 4.           | 17                       | 320/3600       | 730/2200       | Mercedes-Benz S420 CDI W221  | 2006-09            |              |              |              |
| 4.           | 17                       | 320/3600       | 730/2200       | Mercedes-Benz S450 CDI W221  | 2009-10            |              |              |              |